# Обжора (фильм)
«Обжора» (фр. L’Outremangeur) — французский кинофильм 2003 года режиссёра Тьерри Бинисти с Эриком Кантона и Рашидой Бракни в главных ролях. По мотивам одноимённой серии комиксов Тонино Бенаквисты и Жака Феррандеса.
Участник основных конкурсных программ Международного фестиваля франкоязычных фильмов в Намюре и Монреальского кинофестиваля.

## Сюжет
Толстый и неуклюжий суперинтендант полиции Марселя Ришар Селена страдает компульсивным перееданием. После сердечного приступа врачи дают ему не более года жизни. Он влюбляется в подозреваемую в убийстве Эльзу. Очарованный молодой и женщиной, которая, как известно Ришару, виновна в убийстве её дяди Виктора Лашома, ведущего судовладельца порта, он решает сыграть в игру. Селена делает той предложение: он будет хранить молчание о своих знаниях при условии, что она будет приходить к нему обедать каждый вечер в течение этого года. Эльза принимает условия полицейского, несмотря на всю его странность.

## В ролях
- Эрик Кантона — Ришар Селена
- Рашида Бракни — Эльза
- Жослин Киврен — Марк Бриссе
- Ришар Боренже — Эмиль Лашом
- Каролин Сиоль — Энн Лашом
- Жан-Мишель Нуари — Бенуа Колле
- Юбер Сен-Макари — судья Салабер
- Валери Месса — Клара Готье
- Люсьен Жан-Батист — коронер
- Ришар Гедж — врач

## Восприятие
Автор журнала Télérama Сесиль Мюри оценила фильм отрицательно. Фабьен Лемерсье (Cineuropa) отметил, что актёрская игра Кантона столь же хороша, как и его игра на футбольном поле. Того же мнения осталась и Вивиан Нортье из La Dépêche du Midi: «Кантона справляется лучше всех: ему виртуозно удаётся существовать, заставляя нас забыть об отягощающих его накладках и обо всём, что может помешать его герою быть целиком, телом и душой, израненным человеком, скрывающим под слоями лишнего веса свой страх перед жизнью и любовью. Сегодня Эрик Кантона уже не бывший футболист, работающий в кино, а самостоятельный и самодостаточный актёр».
Амелия Джентельман в своей рецензии для The Guardian писала: «В актёрской игре Кантона нашёл способ направить энергию, которая в противном случае могла бы быть направлена на более разрушительную деятельность. Сам он утверждает, что актёрство не так уж далеко от игры в футбол, как можно подумать». Кинокритик Лиза Нессельсон (Variety) посчитала «Обжору» унылой меланхоличной картиной с развязкой в духе «Красавицы и чудовища», в то же время высоко оценив игру Кантона, Бракни и Сиоль».